# Антті Ніємі
Антті Ніємі (фін. Antti Niemi; 29 серпня 1983, Вантаа, Фінляндія) — фінський хокеїст, воротар. Виступає за «Даллас Старс» у Національній хокейній лізі.

## Спортивна кар'єра
Вихованець хокейної школи місцевої команди «Кієкко-Вантаа». За основний склад виступав протягом двох сезонів. Своєю грою привернув увагу представників тренерського штабу клубу «Пеліканс». За команду з міста Лахті провів у СМ-лізі 149 матчів.
2008 року вирішив продовжити хокейну кар'єру в Північній Америці і підписав контракт з клубом «Чикаго Блекгокс». У першому сезоні виступав здебільшого за фарм-клуб. Наступного року команда з Чикаго здобула кубок Стенлі, а Антті Ніємі вніс вагомий внесок у здобуття трофею — провів 39 матчів у регулярному чемпіонаті НХЛ і 22 поєдинки на стадії плей-оф. Того ж року перейшов до складу «Сан-Хосе Шаркс».
З сезону 2015-2016 виступає за «Даллас Старс».
У складі національної збірної Фінляндії учасник Олімпійських ігор 2014 у Сочі.

## Досягнення
- Володар Кубка Стенлі (2010)